# 한국막학회
한국막학회는 사회 일반의 이익에 공여하기 위하여 공익법인의 설립운영에 관한 법률의 규정에 따라 멤브레인에 관한 학문의 연구와 기술의 발전 및 보급을 도모하여 관련 산업의 진흥에 기여함을 목적으로 1991년 4월 18일 설립허가된 대한민국 미래창조과학부 소관의 사단법인이다. 사무실은 135-092 서울특별시 강남구 삼성2동 4-6 한솔아파트 101동 1403호에 있다.